# 517 Edith
Edith (asteroide 517) é um asteroide da cintura principal com um diâmetro de 91,12 quilómetros, a 2,5537119 UA. Possui uma excentricidade de 0,1890657 e um período orbital de 2 041,13 dias (5,59 anos).
Edith tem uma velocidade orbital média de 16,7841612 km/s e uma inclinação de 3,19882º.
Esse asteroide foi descoberto em 22 de Setembro de 1903 por Raymond Dugan.